# Chille
Chille – miejscowość i gmina we Francji, w regionie Burgundia-Franche-Comté, w departamencie Jura.
Według danych na rok 1990 gminę zamieszkiwało 217 osób, a gęstość zaludnienia wynosiła 111 osób/km² (wśród 1786 gmin Franche-Comté Chille plasuje się na 530. miejscu pod względem liczby ludności, natomiast pod względem powierzchni na miejscu 1026.).